# کاروانسرای لات
کاروانسرای لات مربوط به دوره قاجار است و در شهرستان رشت، دهستان سراوان واقع شده و این اثر در تاریخ ۳ بهمن ۱۳۵۶ با شمارهٔ ثبت ۱۵۶۶ به‌عنوان یکی از آثار ملی ایران به ثبت رسیده‌است.